# 上茄苳顯濟宮

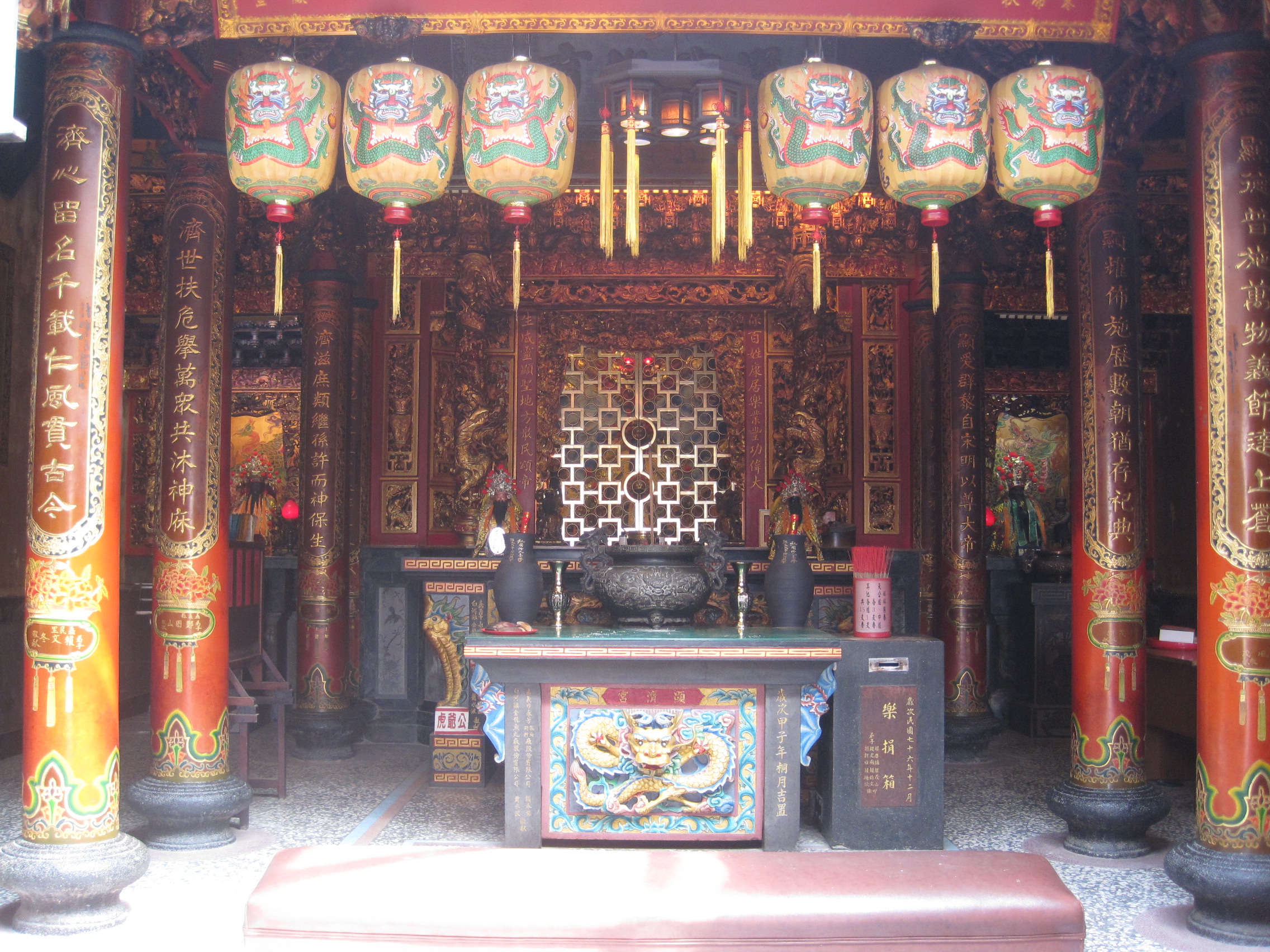
上茄苳顯濟宮正殿

上茄苳顯濟宮位於臺灣臺南市後壁區上茄苳里，是上茄苳的庄廟，主祀保生三真人。廟中有「澤被生民」與「保我後生」兩塊古匾。

## 沿革
該廟的信仰源流據說是康熙年間賴國永、賴國福等人來臺到「北隙」一帶拓墾時，自家鄉迎奉的保生二大帝孫真人及中壇元帥。後來因為「上茄苳埤」常崩堤，北隙常常淹水，遂在雍正六年（1728年）南遷上茄苳。
到了嘉慶十年（1805年），正式興建廟宇供奉，工程在二年後（1807年）完成。而後又歷經多次擴建重修，逐漸擴大規模。
二次大戰後，民國四十二年（1953年）由周邊13庄再次募資重建，之後在民國六十六年（1977年）翻修廟蓋，民國七十七年（1988年）增修鐘鼓樓，民國八十七年（1988年）將廟蓋翻修為混擬土，並增設金爐。民國九十六年（2007年）首次舉行「刈水火活動」，前往白河北埔刈水火招軍旗，是要讓溪面漂流的無主靈魂投入保生大帝旗下修行，待功果圓滿後便可投胎轉世。

## 祀神
上茄苳顯濟宮所供奉的「保生三真人」分別是保生大大帝吳真人、保生二大帝孫真人與保生三大帝許真人。

## 傳說
據說在嘉慶十年（1805年）左右，因為分類械鬥、盜賊侵入與瘟疫蔓延等問題，賴國永之曾孫賴開捷乃祈求保生二大帝與中壇元帥指點迷津。而在五月初旬某夜，保生大大帝雲遊至上茄苳，見居民誠心祈求而降乩，並以符水治病。而後八月中旬保生二大帝降駕指示保生大大帝與保生三大帝將選在上茄苳莊駐驆並護境祐民，十一月時賴姓家族討論神明增置問題時，賴開捷提議建築公廟奉祀。之後在保生大大帝指示下，於今址興建了顯濟宮。